# Pelia tumida
Pelia tumida är en kräftdjursart som först beskrevs av William Neale Lockington 1877.  Pelia tumida ingår i släktet Pelia och familjen Pisidae. Inga underarter finns listade i Catalogue of Life.